# Дребна умбра
Дребните умбри (Umbra pygmaea) са вид актиноптери от семейство Умброви (Umbridae).
Те са незастрашен вид.
Таксонът е описан за пръв път от Джеймс Елсуърт Де Кей през 1842 година.